# Calcochloris obtusirostris
Espèce
Statut de conservation UICN

 LC  : Préoccupation mineure
Calcochloris obtusirostris est un mammifère connu sous le nom de taupe dorée.

## Répartition
Ce mammifère peuple le Mozambique, l'Afrique du Sud et le Zimbabwe.